# Serra da Chibata
Serra da Chibata são colinas do Brasil situadas na divisa entre os estados do Espírito Santo  e de Minas Gerais. Os arredores da Serra da Chibata são principalmente de savana. Seu entorno é pouco povoado, com 15 habitantes por km². O clima tropical de monções prevalece na área. A temperatura média anual na área é de 22 ° C. O mês mais quente é outubro, quando a temperatura média é 24 ° C, e o mais frio é junho, com 18 ° C.  O mês mais chuvoso é novembro, com uma média de 283 mm de precipitação, e o mais seco é junho, com 12 mm de precipitação. 
| Gráfico climático para Serra da Chibata  | Gráfico climático para Serra da Chibata | Gráfico climático para Serra da Chibata | Gráfico climático para Serra da Chibata | Gráfico climático para Serra da Chibata | Gráfico climático para Serra da Chibata | Gráfico climático para Serra da Chibata | Gráfico climático para Serra da Chibata | Gráfico climático para Serra da Chibata | Gráfico climático para Serra da Chibata | Gráfico climático para Serra da Chibata | Gráfico climático para Serra da Chibata |
| ---------------------------------------- | --------------------------------------- | --------------------------------------- | --------------------------------------- | --------------------------------------- | --------------------------------------- | --------------------------------------- | --------------------------------------- | --------------------------------------- | --------------------------------------- | --------------------------------------- | --------------------------------------- |
| J                                        | F                                       | M                                       | A                                       | M                                       | J                                       | J                                       | A                                       | S                                       | O                                       | N                                       | D                                       |
| 195 26 19                                | 84 27 21                                | 121 26 20                               | 66 25 20                                | 41 23 17                                | 12 22 15                                | 22 23 15                                | 38 26 17                                | 21 28 17                                | 107 31 18                               | 283 28 19                               | 276 27 20                               |
| Temperaturas em °C • Precipitações em mm |                                         |                                         |                                         |                                         |                                         |                                         |                                         |                                         |                                         |                                         |                                         |